# Tillandsia lampropoda
Tillandsia lampropoda là một loài thuộc chi Tillandsia. Đây là loài bản địa của Costa Rica và México.

## Giống
- Tillandsia 'El Primo'
- Tillandsia 'Sentry'
- xVrieslandsia 'Red Beacon'